# Semide (Miranda do Corvo)
Semide ist eine Ortschaft und ehemalige Gemeinde in Portugal.

## Geschichte
Der Ortsname geht vermutlich auf die Zeit der Araber (8. bis 11. Jahrhundert) und dem arabischen Begriff für feines Mehl zurück. Der Ort wurde im Zuge der Reconquista neu besiedelt und als Kleinstadt (Vila) Sitz eines Kreises. Der Ort wuchs insbesondere, seit Mitte des 12. Jahrhunderts hier das Kloster Mosteiro de Santa Maria de Semide, auch Mosteiro de Nossa Senhora da Assunção entstand. Im 16. Jahrhundert erfuhr der Ort deutliche Erweiterungen unter dem Bischof von Coimbra, und 1541 besuchte der König das Kloster.
Nach Auflösung der Kirchenorden und im Verlauf der Verwaltungsreformen nach der Liberalen Revolution 1822 und dem folgenden Miguelistenkrieg schwand die Bedeutung des Ortes. 1853 wurde der Kreis Semide aufgelöst und als Gemeinde dem Kreis Miranda do Corvo angegliedert. 2013 wurde die Gemeinde Semide im Zuge der Gemeindereform in Portugal aufgelöst und mit Rio Vide zu einer neuen Gemeinde zusammengeschlossen.

## Verwaltung
Semide war eine Gemeinde (Freguesia) im Kreis (Concelho) von Miranda do Corvo. Am 30. Juni 2011 hatte die Gemeinde 2882 Einwohner auf einer Fläche von 26,1 km².
Im Zuge der administrativen Neuordnung in Portugal wurde die Gemeinde Semide am 29. September 2013 aufgelöst und mit Rio Vide zur neuen Gemeinde União das Freguesias de Semide e Rio Vide zusammengeschlossen. Sitz der neuen Gemeinde wurde Semide.